# 孙朗
孫朗（？—？），三国时期人物。据《三国志·吴书·孙坚传》的引注《志林》记载，孙朗为孙坚庶子，别名孙仁，但未記載生母姓名。而《三国演义》中则将其母定为吴国太。   

## 生平
历史上除了明确记载孫朗是孙坚的庶子以外其他情况不明。另据《江表传》记载，曹休出兵洞口，呂範率軍抵禦。當時孫權的弟弟孙匡為定武中郎將，命令放火，燒損茅芒，因此軍用不足。呂範遂即啓送孫匡歸吳。孫權改其族為丁氏，禁錮終身。但由于史料记载孙匡并未担任过任何官职而早逝。裴松之认为《江表传》中提到的此人可能是孙朗。